# Pazifik-Baumboa
Die Pazifik-Baumboa (Candoia bibroni) ist eine Schlangenart aus der Familie der Boas (Boidae) und wird dort in die Unterfamilie der Boaschlangen (Boinae) eingeordnet. Die Pazifik-Baumboa kommt in zwei Unterarten vor und bewohnt die Regenwälder und Feuchtgebiete Serams, Melanesiens und Polynesiens.

## Merkmale
Pazifik-Baumboas erreichen eine durchschnittliche Körperlänge von 1,25 Metern, gelegentlich auch bis zu zwei Metern. Der Kopf ist groß, dreieckig und deutlich vom Hals abgesetzt. Das Auge ist klein, die Schnauze abgeschrägt und die Vorderzähne sind verlängert.
Färbung und Zeichnung variieren stark zwischen verschiedenen Individuen und unterliegen zudem einem physiologischen Farbwechsel im Tagesverlauf, wobei die Tiere am Vormittag deutlich heller gefärbt erscheinen als am Nachmittag und in der Nacht. Die Grundfärbung ist bräunlich mit häufig rötlich getönten Flanken. Als Musterung treten schokoladenbraune bis schwarze Flecken auf Rücken und Flanken auf. Kopfoberseite und Schläfen sind meist dunkel mit hellen Sprenkeln. Die Bauchseite ist porzellanfarben mit dunklen Flecken im hinteren Bereich und einer schmalen hell-dunklen Bänderung auf der Schwanzunterseite.
Männchen haben verlängerte Aftersporne, die bei den Weibchen fehlen oder nur schwach entwickelt sind.

## Verbreitung
Die Nominatform (C. bibroni bibroni) findet sich auf den Fidschi-, Banks-, Loyalitäts- und Gesellschaftsinseln und auf Tonga, während die Unterart (C. bibroni australis) auf den Salomonen, Seram, Jamna, dem Bismarck-Archipel, der Insel Woodlark, den Santa-Cruz-Inseln und Samoa vorkommt.

## Lebensweise
Die Pazifik-Baumboa besiedelt tropische Feucht- und Mangrovenwälder, gelegentlich auch Kulturgelände. Sie ist vorwiegend baumbewohnend und nachtaktiv. Das Beutespektrum ist breit und umfasst, abhängig von der Körpergröße, Echsen, Vögel und Kleinsäuger wie Fledermäuse und Nagetiere.
Jungtiere werden in Würfen von über 20 Tieren mit einer Länge von 30 bis 35 Zentimetern lebend geboren.